# Read Between the Lines (DVD)
Pour les articles homonymes, voir Read Between the Lines.
Read Between The Lines est un DVD documentaire/spectacle du groupe Boys Like Girls, sorti le 4 novembre 2008 sous la direction de Doug Spangenberg. Le documentaire relatant l'histoire du groupe et les aventures en tournée et le spectacle de 10 chansons faisant partie du premier album sont coupés puis montés de façon interposée, d'une durée finale de 100 minutes.

## Chansons jouées enlive
1. Five Minutes to Midnight
2. Hero/Heroine
3. On Top of the World
4. Learning to Fall
5. Dance Hall Drug
6. Broken Man
7. Thunder
8. Heels Over Head
9. Holiday
10. The Great Escape